# هوراس وارد
هوراس وارد (بالإنجليزية: Horace Ward)‏ هو محامي وقاضي وسياسي أمريكي، ولد في 29 يوليو 1927 في لاغرانغ في الولايات المتحدة، وتوفي في 23 أبريل 2016 في أتلانتا في الولايات المتحدة.